# Critèrium del Dauphiné Libéré 2008
El Critèrium del Dauphiné Libéré 2008, 60a edició del Critèrium del Dauphiné Libéré, es disputà entre el 8 i el 15 de juny de 2008, sent la 60a edició d'aquesta cursa ciclista francesa. La cursa forma part del circuit UCI ProTour 2008, de la qual és la vuitena prova. El fins ara líder de la classificació individual, Damiano Cunego no hi pren part.
En aquesta edició hi prendran part els 18 equips de la categoria ProTour, sense que cap equip continental sigui convidat. La direcció de la cursa justifica aquest fet per l'augment dels costos d'organització deguts a la lluita antidopage, i això fa que el vigent defensor del títol, Christophe Moreau, de l'equip Agritubel, no el pugui defensar.

## Equips participants
| Bèlgica - Quick Step (QST) - Silence-Lotto (SIL) Dinamarca - Team CSC (CSC) França - Ag2r-La Mondiale (ALM) - Bouygues Télécom (BTL) - Cofidis, Le Crédit par Téléphone (COF) - Crédit Agricole (C.A) - Française des Jeux (FDJ) | Alemanya - Gerolsteiner (GST) - Team Milram (MRM) Itàlia - Lampre (LAM) - Liquigas (LIQ) Luxemburg - Astana (AST) Països Baixos - Rabobank (RAB) | Espanya - Caisse d'Epargne (GCE) - Euskaltel-Euskadi (EUS) - Saunier Duval-Scott (SDV) Estats Units - Team High Road (THR) |

## Classificació de les etapes
| Etapa    | Data       | Recorregut                                | Km     | Vencedor d'etapa           | Líder de la classificació general |
| -------- | ---------- | ----------------------------------------- | ------ | -------------------------- | --------------------------------- |
| Pròleg   | 8 de juny  | Le Pontet - Avinyó                        | 5,6 km | Levi Leipheimer (USA)      | Levi Leipheimer (USA)             |
| 1a etapa | 9 de juny  | Avinyó - Privas                           | 194 km | Alejandro Valverde (ESP)   | Thor Hushovd (NOR)                |
| 2a etapa | 10 de juny | Bourg-Saint-Andéol - Viena del Delfinat   | 184 km | George Hincapie (USA)      | Thor Hushovd (NOR)                |
| 3a etapa | 11 de juny | Saint-Paul-en-Jarez - Saint-Paul-en-Jarez | 31 km  | Alejandro Valverde (ESP)   | Alejandro Valverde (ESP)          |
| 4a etapa | 12 de juny | Viena del Delfinat - Annemasse            | 193 km | Cyril Dessel (FRA)         | Alejandro Valverde (ESP)          |
| 5a etapa | 13 de juny | Ville-la-Grand - Morzine                  | 125 km | Iuri Trofímov (RUS)        | Alejandro Valverde (ESP)          |
| 6a etapa | 14 de juny | Morzine - La Toussuire                    | 233 km | Chris Anker Sørensen (DEN) | Alejandro Valverde (ESP)          |
| 7a etapa | 15 de juny | Saint-Jean-de-Maurienne - Grenoble        | 128 km | Dmitri Fofónov (KAZ)       | Alejandro Valverde (ESP)          |

## Classificació general
|    | Ciclista                 | Equip                 | Temps       |
| -- | ------------------------ | --------------------- | ----------- |
| 1  | Alejandro Valverde (ESP) | Caisse d'Epargne      | 27h 34' 39" |
| 2  | Cadel Evans (AUS)        | Silence-Lotto         | + 39"       |
| 3  | Levi Leipheimer (USA)    | Astana Qazaqstan Team | + 1' 24"    |
| 4  | Robert Gesink (NED)      | Rabobank ProTeam      | + 2' 47"    |
| 5  | Haimar Zubeldia (ESP)    | Euskaltel–Euskadi     | + 3' 19"    |
| 6  | Cyril Dessel (FRA)       | Ag2r-La Mondiale      | + 4' 01"    |
| 7  | Mikel Astarloza (ESP)    | Euskaltel–Euskadi     | + 4' 25"    |
| 8  | Sylvester Szmyd (POL)    | Lampre                | + 4' 29"    |
| 9  | Maxime Monfort (BEL)     | Cofidis               | + 4' 46"    |
| 10 | Matteo Carrara (ITA)     | Quick Step            | + 5' 13"    |

## Les etapes

### Pròleg
8 de juny de 2008. Le Pontet - Avignon, 5,6 km (CRI)
|   | Ciclista           | Equip            | Temps  |
| - | ------------------ | ---------------- | ------ |
| 1 | Levi Leipheimer    | Astana           | 6' 10" |
| 2 | Thor Hushovd       | Crédit Agricole  | + 1"   |
| 3 | Alejandro Valverde | Caisse d'Epargne | + 6"   |
| 4 | Maxime Monfort     | Cofidis          | + 12"  |
| 5 | Vladímir Iefimkin  | Ag2r-La Mondiale | m. t.  |

|   | Ciclista           | Equip            | Temps  |
| - | ------------------ | ---------------- | ------ |
| 1 | Levi Leipheimer    | Astana           | 6' 10" |
| 2 | Thor Hushovd       | Crédit Agricole  | + 1"   |
| 3 | Alejandro Valverde | Caisse d'Epargne | + 6"   |
| 4 | Maxime Monfort     | Cofidis          | + 12"  |
| 5 | Vladímir Iefimkin  | Ag2r-La Mondiale | m. t.  |

### Etapa 1
9 de juny de 2008. Avignon - Privas, 194 km
|   | Ciclista           | Equip            | Temps      |
| - | ------------------ | ---------------- | ---------- |
| 1 | Alejandro Valverde | Caisse d'Epargne | 4h 46' 36" |
| 2 | Thor Hushovd       | Crédit Agricole  | m. t.      |
| 3 | Björn Schröder     | Team Milram      | m. t.      |
| 4 | Fabian Wegmann     | Gerolsteiner     | m. t.      |
| 5 | Cadel Evans        | Silence-Lotto    | m. t.      |

|   | Ciclista           | Equip            | Temps      |
| - | ------------------ | ---------------- | ---------- |
| 1 | Thor Hushovd       | Crédit Agricole  | 4h 52' 41" |
| 2 | Alejandro Valverde | Caisse d'Epargne | + 1"       |
| 3 | Levi Leipheimer    | Astana           | + 5"       |
| 4 | Maxime Monfort     | Cofidis          | + 17"      |
| 5 | Vladímir Iefimkin  | Ag2r-La Mondiale | m. t.      |

### Etapa 2
10 de juny de 2008. Bourg-Saint-Andéol - Viena del Delfinat, 184 km
|   | Ciclista           | Equip              | Temps      |
| - | ------------------ | ------------------ | ---------- |
| 1 | George Hincapie    | Team High Road     | 4h 32' 38" |
| 2 | Sebastien Chavanel | Française des Jeux | m. t.      |
| 3 | Sebastian Lang     | Gerolsteiner       | m. t.      |
| 4 | Heinrich Haussler  | Gerolsteiner       | m. t.      |
| 5 | Thor Hushovd       | Crédit Agricole    | m. t.      |

|   | Ciclista           | Equip            | Temps      |
| - | ------------------ | ---------------- | ---------- |
| 1 | Thor Hushovd       | Crédit Agricole  | 9h 25' 19" |
| 2 | Alejandro Valverde | Caisse d'Epargne | + 1"       |
| 3 | Levi Leipheimer    | Astana           | + 5"       |
| 4 | George Hincapie    | Team High Road   | + 13"      |
| 5 | Maxime Monfort     | Cofidis          | + 17"      |

### Etapa 3
11 de juny de 2008. Saint-Paul-en-Jarez - Saint-Paul-en-Jarez, 31 km (CRI)
|   | Ciclista           | Equip             | Temps    |
| - | ------------------ | ----------------- | -------- |
| 1 | Alejandro Valverde | Caisse d'Epargne  | 44' 59"  |
| 2 | Levi Leipheimer    | Astana            | + 19"    |
| 3 | Cadel Evans        | Silence-Lotto     | + 20"    |
| 4 | Mikel Astarloza    | Euskaltel-Euskadi | + 1' 00" |
| 5 | Maxime Monfort     | Cofidis           | + 1' 01" |

|   | Ciclista           | Equip             | Temps       |
| - | ------------------ | ----------------- | ----------- |
| 1 | Alejandro Valverde | Caisse d'Epargne  | 10h 10' 19" |
| 2 | Levi Leipheimer    | Astana            | + 23"       |
| 3 | Cadel Evans        | Silence-Lotto     | + 37"       |
| 4 | Maxime Monfort     | Cofidis           | + 1' 17"    |
| 5 | Mikel Astarloza    | Euskaltel-Euskadi | + 1' 20"    |

### Etapa 4
12 de juny de 2008. Viena del Delfinat - Annemasse, 193 km
|   | Ciclista        | Equip            | Temps     |
| - | --------------- | ---------------- | --------- |
| 1 | Cyril Dessel    | AG2R-La Mondiale | 4h 37'16" |
| 2 | Pierre Rolland  | Crédit Agricole  | + 18"     |
| 3 | Amaël Moinard   | Cofidis          | + 1' 21"  |
| 4 | Óscar Pereiro   | Caisse d'Epargne | + 1' 21"  |
| 5 | Lars Ytting Bak | Team CSC         | + 2' 07"  |

|   | Ciclista           | Equip            | Temps       |
| - | ------------------ | ---------------- | ----------- |
| 1 | Alejandro Valverde | Caisse d'Epargne | 14h 49' 46" |
| 2 | Levi Leipheimer    | Astana           | + 23"       |
| 3 | Cadel Evans        | Silence-Lotto    | + 37"       |
| 4 | Cyril Dessel       | AG2R-La Mondiale | + 1' 08"    |
| 5 | Maxime Monfort     | Cofidis          | + 1' 17"    |

### Etapa 5
13 de juny de 2008. Ville-la-Grand - Morzine, 125 km
|   | Ciclista           | Equip             | Temps     |
| - | ------------------ | ----------------- | --------- |
| 1 | Iuri Trofímov      | Bouygues Télécom  | 4h 37'16" |
| 2 | Cadel Evans        | Silence-Lotto     | + 18"     |
| 3 | Alejandro Valverde | Caisse d'Epargne  | + 1' 21"  |
| 4 | Haimar Zubeldia    | Euskaltel-Euskadi | + 1' 21"  |
| 5 | Sylwester Szmyd    | Lampre            | + 2' 07"  |

|   | Ciclista           | Equip            | Temps       |
| - | ------------------ | ---------------- | ----------- |
| 1 | Alejandro Valverde | Caisse d'Epargne | 17h 57' 50" |
| 2 | Cadel Evans        | Silence-Lotto    | + 37"       |
| 3 | Levi Leipheimer    | Team Astana      | + 1' 29"    |
| 4 | Iuri Trofímov      | Bouygues Télécom | + 2' 16"    |
| 5 | Robert Gesink      | Rabobank         | + 2' 36"    |

### Etapa 6
14 de juny de 2008. Morzine - La Toussuire, 233 km
|   | Ciclista             | Equip            | Temps      |
| - | -------------------- | ---------------- | ---------- |
| 1 | Chris Anker Sørensen | Team CSC         | 6h 15' 53" |
| 2 | Pierrick Fédrigo     | Bouygues Télécom | + 1' 02"   |
| 3 | Levi Leipheimer      | Astana           | + 1' 10"   |
| 4 | Sylwester Szmyd      | Lampre           | + 1' 15"   |
| 5 | Alejandro Valverde   | Caisse d'Epargne | m. t.      |

|   | Ciclista           | Equip             | Temps       |
| - | ------------------ | ----------------- | ----------- |
| 1 | Alejandro Valverde | Caisse d'Epargne  | 24h 14' 58" |
| 2 | Cadel Evans        | Silence-Lotto     | + 39"       |
| 3 | Levi Leipheimer    | Astana            | + 1' 24"    |
| 4 | Robert Gesink      | Rabobank          | + 2' 47"    |
| 5 | Haimar Zubeldia    | Euskaltel-Euskadi | + 3' 19"    |

### Etapa 7
15 de juny de 2008. Saint-Jean-de-Maurienne - Grenoble, 128 km
|   | Ciclista            | Equip            | Temps      |
| - | ------------------- | ---------------- | ---------- |
| 1 | Dmitri Fofónov      | Crédit Agricole  | 3h 17' 20" |
| 2 | Jurgen van de Walle | Quick Step       | m. t.      |
| 3 | Iuri Trofímov       | Bouygues Télécom | m. t.      |
| 4 | Christophe Riblon   | Ag2r-La Mondiale | + 11"      |
| 5 | Matteo Carrara      | Quick Step       | m. t.      |

|   | Ciclista           | Equip             | Temps       |
| - | ------------------ | ----------------- | ----------- |
| 1 | Alejandro Valverde | Caisse d'Epargne  | 27h 34' 39" |
| 2 | Cadel Evans        | Silence-Lotto     | + 39"       |
| 3 | Levi Leipheimer    | Astana            | + 1' 24"    |
| 4 | Robert Gesink      | Rabobank          | + 2' 47"    |
| 5 | Haimar Zubeldia    | Euskaltel-Euskadi | + 3' 19"    |

## Evolució de les classificacions
| Etapa (Vencedor)                    | Classificació general | Classificació de la muntanya | Classificació per punts | Classificació per equips |
| ----------------------------------- | --------------------- | ---------------------------- | ----------------------- | ------------------------ |
| 0Pròleg (CRI) (Levi Leipheimer)     | Levi Leipheimer       | no n'hi ha                   | Levi Leipheimer         | Astana                   |
| 0Etapa 1 (Alejandro Valverde)       | Thor Hushovd          | Christian Kux                | Alejandro Valverde      | Astana                   |
| 0Etapa 2 (George Hincapie)          | Thor Hushovd          | David de la Fuente           | Thor Hushovd            | Astana                   |
| 0Etapa 3 (CRI) (Alejandro Valverde) | Alejandro Valverde    | Alejandro Valverde           | Alejandro Valverde      | Caisse d'Epargne         |
| 0Etapa 4 (Cyril Dessel)             | Alejandro Valverde    | David de la Fuente           | Alejandro Valverde      | Caisse d'Epargne         |
| 0Etapa 5 (Iuri Trofímov)            | Alejandro Valverde    | Juan José Cobo               | Alejandro Valverde      | Silence-Lotto            |
| 0Etapa 6 (Chris Anker Sørensen)     | Alejandro Valverde    | Pierre Rolland               | Alejandro Valverde      | Euskaltel-Euskadi        |
| 0Etapa 7 (Dmitri Fofónov)           | Alejandro Valverde    | Pierre Rolland               | Alejandro Valverde      | Euskaltel-Euskadi        |
| 0Final                              | Alejandro Valverde    | Pierre Rolland               | Alejandro Valverde      | Euskaltel-Euskadi        |

Maillots vestits quan un ciclista lidera dues o més classificacions
- A la 1a etapa Thor Hushovd vesteix el mallot per punts
- A la 3a etapa Alejandro Valverde vesteix el mallot per punts
- Entre la 4a i la 7a etapa Levi Leipheimer vesteix el mallot per punts

## Classificació individual de l'UCI ProTour 2008 després d'aquesta cursa
| Posició | Ciclista           | Equip             | Punts |
| ------- | ------------------ | ----------------- | ----- |
| 1       | Cadel Evans        | Silence-Lotto     | 85    |
| 2       | Alejandro Valverde | Caisse d'Epargne  | 83    |
| 3       | Damiano Cunego     | Lampre            | 73    |
| 4       | André Greipel      | High Road         | 62    |
| 5       | Mikel Astarloza    | Euskaltel-Euskadi | 60    |
| 6       | Alberto Contador   | Astana            | 58    |
| 7       | Thomas Dekker      | Rabobank          | 54    |
| 8       | Andreas Klöden     | Astana            | 53    |
| 9       | Stijn Devolder     | Quick Step        | 50    |
| 10      | José Joaquín Rojas | Caisse d'Epargne  | 45    |